# 市法売買
市法売買（しほうばいばい）とは、江戸時代の日本における生糸輸入の方式である。江戸時代前期の1672年（寛文12年）から1685年（貞享2年）の間行われた。

## 概要
江戸幕府は、糸割符制度では、中国船に白糸取引の盲点を突かれて中国に巨利を得られたため、1655年（明暦1年）に糸割符法を改め相対売買としたが、逆に輸入品の価格が高騰した。相対売買では、売り手と買い手が相対売買としたため、中国・オランダとも貿易額が増大し、大きく発展したといえるが、それに伴って、金、銀の海外流出の増加をもたらした。そこで、国内使用の金・銀・銅の不足を補う政策として市法売買法を施行した。この法は、江戸、大坂、京都、堺、長崎の5か所の商人（五か所商人）から、それぞれ札宿老2人、支配人4、5人、目利き、鑑定人を選び、輸入品の価格を決めさせ、その高騰と金銀の流出を抑制した。